# Bose-einsteincondensaat
Een bose-einsteincondensaat is een laag-energetische niet-klassieke aggregatietoestand, die slechts voorkomt bij temperaturen nabij het absolute nulpunt. In deze toestand overlappen de debrogliegolven (materiegolven) van de deeltjes zodanig, dat ze niet meer van elkaar onderscheiden kunnen worden en er één grote materiegolf waarneembaar is, die ook wel superatoom wordt genoemd.

Deze toestand wordt ook wel de vijfde aggregatietoestand genoemd, naast vast, vloeibaar, gas en plasma.
Een bose-einsteincondensaat van interagerende deeltjes is supervloeibaar, hetgeen door Nikolaj Bogoljoebov theoretisch werd voorspeld en door de experimentele observatie van gekwantiseerde wervelingen (vortices) werd bewezen.
Deze kwantumfaseovergang was het eerst voorspeld in 1924 door Albert Einstein gebaseerd op het werk van Satyendra Nath Bose. Het verschijnsel werd voor het eerst waargenomen in 1995 door de groep van Eric Cornell en Carl Wieman van JILA. In 2001 kregen zij daarvoor, samen met Wolfgang Ketterle van het MIT de Nobelprijs voor de Natuurkunde.

## Van klassieke (mechanica) natuurkunde naar kwantummechanica
In de klassieke mechanica beschouwt men de objecten waarvan men de plaats en snelheid wil weten als heel kleine bolletjes. Bijvoorbeeld om te beschrijven hoe biljartballen over een biljarttafel bewegen. Als men de bewegingen, of de plaats van heel kleine deeltjes zoals atomen of nog kleiner wil beschrijven, of in geval van extreem lage temperaturen, dan lukt dat niet goed met deze klassieke mechanica. Men zou zich de atomen dan beter als een vage vlek kunnen voorstellen. De vlek is eigenlijk een golfpakketje, dat wil zeggen de plaats in de ruimte waarvan men verwacht het atoom/deeltje aan te treffen. Deze benadering is afkomstig van de kwantummechanica. Als een groep atomen steeds kouder wordt gemaakt, dan nemen de afmetingen van hun golfpakketje steeds toe. Zolang de golfpakketjes bij elkaar uit de buurt blijven, is het mogelijk de verschillende atomen waar te nemen. Als de temperatuur maar laag genoeg wordt gemaakt, dan gaan de golfpakketjes van de atomen overlappen met die van de buur-atomen. Tijdens dit proces zijn de atomen aan het “bose-einsteincondenseren”, waarbij ze in een situatie met een zo laag mogelijke energie komen. De golfpakketjes overlappen op een gegeven moment dusdanig, dat ze overgaan in een golfpakket. De atomen bevinden zich dan in een kwantum identiteitscrisis: de verschillende atomen zijn dan namelijk niet meer van elkaar te onderscheiden.

## Toelichting bij de afbeelding

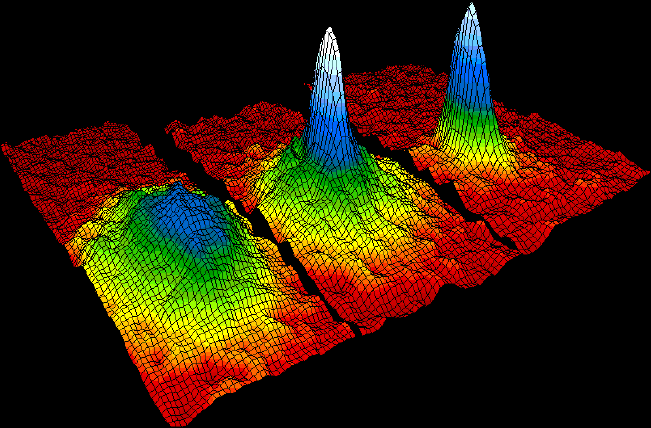
De snelheidsdistributie van een wolk bestaande uit tweeduizend rubidiumatomen bij temperaturen van respectievelijk 400nK, 200nK en 50nK. Bij 400nK is er nog geen sprake van een condensaat en is er een grote spreiding in de snelheden van de deeltjes. In het midden is de aanzet van het condensaat te herkennen in de piek die zich in het midden van het eiland bevindt. De piek wordt veroorzaakt door deeltjes die zich in de grondtoestand bevinden. Rechts bevindt zich het overgrote deel van de deeltjes in de grondtoestand, wat resulteert in een scherpe piek in de hier getoonde snelheidsdistributie. Deze afbeelding luidde de experimentele bevestiging van een nieuwe fase van de materie in.

Bij dit experiment werden de snelheden van de atomen gemeten met behulp van laserlicht. Het plaatje geeft de snelheidsverdeling weer bij drie verschillende temperaturen. De atomen van het condensaat hebben de laagst mogelijke snelheid, en bevinden zich in het midden (rechter plaatje). Hieruit valt iets bijzonders af te leiden. Een eigenschap van het condensaat is, dat het een zo laag mogelijke energie heeft. Volgens de klassieke mechanica zou dat betekenen dat de atomen zich bewegingsloos in het centrum van de proefopstelling zouden bevinden, in de afbeelding zou dat zichtbaar zijn als een oneindig dunne en zeer grote piek. Maar de piek die men heeft gemeten wijkt af van het klassieke (mechanica)idee, vanwege kwantumeffecten. Dat heeft te maken met de onzekerheidsrelatie van Heisenberg. Dat houdt ongeveer het volgende in: hoe preciezer je de locatie van een atoom weet, des te minder nauwkeurig weet je de snelheid ervan. Dat is de oorzaak waardoor de condensaatpiek niet oneindig smal is. Als dat het geval zou zijn, dan zouden de atomen zich exact in het midden van de proefopstelling bevinden en zou hun energie (snelheid) nul zijn. Maar op basis van de onzekerheidsrelatie kunnen we beide zaken niet tegelijk (exact) weten.
De theorie van Bose en Einstein gaat ervan uit dat de atomen zich in een zo laag mogelijke energietoestand bevinden en dus zo laag mogelijke snelheid hebben. Het onzekerheidsprincipe van Heisenberg echter staat niet toe dat deze grondtoestand een energie gelijk aan nul heeft, waardoor de atomen zich (tegelijkertijd) exact in het midden van de proefopstelling zouden bevinden. De kwantummechanica biedt hier uitkomst. Zij stelt dat atomen in een dergelijke situatie een bepaalde hoeveelheid energie bezitten, de nulpuntsenergie, en de laagste hoeveelheid energie die een atoom kan hebben is net niet nul. Dit verschilt dus wezenlijk van de klassieke mechanica en geldt ook als de temperatuur van de atomen het absolute nulpunt heeft bereikt. Het bijzondere aan een bose-einsteincondensaat is dat het de kwantummechanica en het principe van Heisenberg zichtbaar maakt. Normaal gesproken bestudeert de kwantummechanica systemen ter grootte van enkele atomen of kleiner, aan een condensaat van duizenden of miljoenen atomen kan men zien dat kwantummechanica ook nog op macroscopische schaal effectief "werkelijkheid" is.

## Bose-einsteincondensatie meer uitgebreid
Gezien de uitgebreidheid van het artikel is het opgesplitst in verschillende subpagina's waar specifiekere informatie gevonden kan worden:
- Historisch overzicht: korte beschrijving van de historische ontwikkelingen sinds de voorspelling van het fenomeen door Albert Einstein.
- Algemene informatie en eigenschappen: algemene bespreking van het fenomeen, de eigenschap van supervloeibaarheid, lijst van elementen waarin reeds een bose-einsteincondensaat is gecreëerd, condensatie van fermionen en bosonen en een lijst van de in dit artikel gebruikte referenties.
- Toepassingen: toepassingen van bose-einsteincondensatie zoals  atoomlasers, vertraging van licht en simulatiemogelijkheden voor astrofysische fenomenen.
- Formele kant en thermodynamische eigenschappen: thermodynamische eigenschappen (in formulevorm) van interagerende en niet-interagerende bose-einsteincondensaten.